# مسابقات ملی بازی‌سازی رایانه‌ای
مسابقات ملی بازی‌سازی رایانه‌ای با عنوان IRAN GAME DEVELOPERS CUP یا به اختصار IRAN GDC مسابقاتی در زمینه ساخت بازی‌های رایانه‌ای در مدت زمان ۴۸ ساعت می‌باشد که اردیبهشت هر سال در دانشگاه آزاد اسلامی واحد کاشان و با مشارکت بنیاد ملی بازی‌های رایانه‌ای ایران و معاونت پژوهش و فن آوری سازمان مرکزی دانشگاه آزاد اسلامی برگزار می‌گردد. تا کنون پنج دوره از این مسابقات برگزار شده‌است؛ دوره نخست در اردیبهشت ۱۳۹۱ ، دوره دوم در اردیبهشت ۱۳۹۲ ، دوره سوم در اردیبهشت ۱۳۹۳ ، دوره چهارم با تأخیر در اسفند ۱۳۹۴ و دوره پنجم در اسفند ۱۳۹۵ . در خلال این مسابقات تیم‌ها باید بر اساس کلید واژه‌هایی که به صورت قرعه کشی مشخص می‌شود، در مدت زمان ۴۸ ساعت، مراحل کامل ساخت بازی را طی کنند. در این بازهٔ ۴۸ ساعته، داوران در چند مرحله به ارزیابی بازی‌های ساخته شده می‌پردازند. داوری نهایی پس از پایان زمان ۴۸ ساعته انجام و برگزیدگان معرفی می‌شوند.

## اهداف
دبیرخانه دائمی مسابقات ملی بازی سازی رایانه‌ای از مهر ۱۳۹۰ در دانشگاه آزاد اسلامی واحد کاشان شروع به فعالیت نموده‌است.
اهداف مشخص شده از سوی برگزار کنندگان مسابقات عبارت است از: کشف استعدادهای خلاق و مبتکر و خلق آثار نو در عرصه بازی‌سازی، آشنایی شرکت‌کنندگان با دستاوردها و توان ملی ارائه گردیده در زمینه بازی‌های رایانه‌ای، برقراری ارتباط میان صنعت و بازار تجارت از طرفی و دانش و هنر و نو آوری از سوی دیگر و بسترسازی محیط علمی دانشگاه برای بروز و رشد استعدادهای بازی‌سازی مبتنی بر علم و هنر ایرانی اسلامی.
از دیگر اهداف تعیین شده برای دوره‌های بعدی این مسابقات، برگزاری در سطح بین‌المللی، ابتدا با مشارکت کشورهای اسلامی سپس کشورهای آسیایی و اروپایی است.